# Clubiona cambridgei
Clubiona cambridgei este o specie de păianjeni din genul Clubiona, familia Clubionidae, descrisă de L. Koch, 1873. Conform Catalogue of Life specia Clubiona cambridgei nu are subspecii cunoscute.